# Elsa Gramcko
Elsa Gramcko   (Puerto Cabello, 9 d'abril de 1925 - Caracas, 1994) va ser una escultora i pintora abstracta veneçolana. Els seus treballs més primerencs, els quals daten de 1954, van ser pintures geomètriques, mentre els seus treballs més tardans van ser tachistes. Al principi es va centrar principalment en la pintura, per després passar a l'escultura i l'assemblatge en les dècades de 1960 i 1970.
La seva formació va ser principalment autodidacta, no obstant això, va realitzar alguns cursos a la Universitat Central de Veneçuela, Caracas.
En 1959, José Gómez Sicre va comissariar la seva primera exposició individual en el Museu d'Art de les Amèriques de Washington, D.C. En 1959 va representar a Veneçuela en la Biennal d'Art de São Paulo i en la Biennal de Venècia de 1964. En 1968 va ser guardonada amb el Premi Nacional d'Art en el Saló Oficial d'Art veneçolà i en 1966 es va convertir en la primera dona a obtenir el premi del Saló D'Empaire en Maracaibo, Zulia, Veneçuela. Les seves obres es conserven en diverses col·leccions privades i públiques al voltant de Llatinoamèrica i a tot el món. Anada Gramcko, la seva germana, va ser assagista i poeta.